# Concert Classics, Vol. 4
Concert Classics, Vol. 4 è un album dal vivo del gruppo progressive rock britannico UK, pubblicato nel 1999.

## Tracce
1. Alaska – 1:34
2. Time To Kill – 7:17
3. The Only Thing She Needs – 7:21
4. Carrying No Cross – 9:59
5. Thirty Years – 10:03
6. In The Dead Of Night – 7:50
7. Caesar’s Palace Blues – 4:29

## Formazione
- Eddie Jobson - violino, tastiere
- John Wetton - basso, voce
- Allan Holdsworth - chitarra
- Bill Bruford - batteria, percussioni